# White Rider
| Recensione | Giudizio |
| ---------- | -------- |
| AllMusic   | [ 1 ]    |

White Rider è il quarto album del gruppo white power rock inglese Skrewdriver, pubblicato nel 1987.

## Tracce
Testi e musiche di Stuart.
Lato 1
1. White Rider - 3:16
2. Where Has Justice Gone - 2:48
3. Strikeforce - 2:49
4. Behind the Bars - 3:25
5. Pride of a Nation - 3:10
6. New Nation - 4:39

Lato 2
1. The Snow Fell - 5:05
2. I Can See the Fire - 3:11
3. Thunder in the Cities - 2:40
4. We Fight for Freedom - 4:08
5. White Warriors - 3:06
6. Built Up Knocked Down - 4:31

## Formazione
- Ian Stuart - voce
- Martin Cross - chitarra
- Merv Shields - basso
- Mark Sutherland - batteria

## Cronologia pubblicazioni
| Stato          | Data | Etichetta   | Formato   | Catalogo |
| -------------- | ---- | ----------- | --------- | -------- |
| Germania Ovest | 1987 | Rock-O-Rama | LP Stereo | RRR 66   |
| Germania Ovest | 1991 | Rock-O-Rama | CD        | RCD 136  |